# Vladimir Tatlin

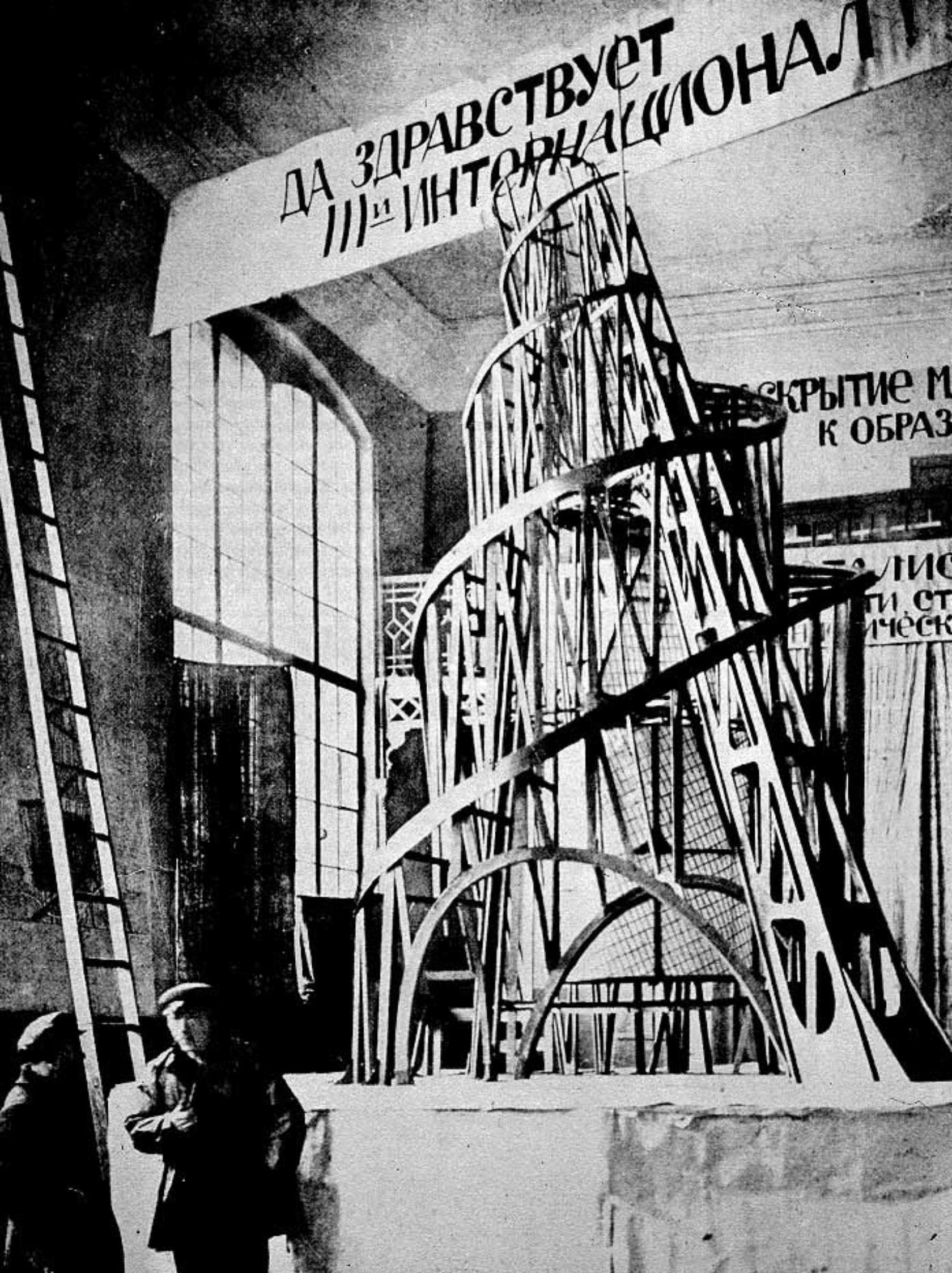
Modell av Tatlins Monument för den tredje internationalen, 1919.

Vladimir Jevgrafovitj Tatlin (ryska: Влади́мир Евгра́фович Та́тлин), född 28 december 1885 i Charkiv, död 31 maj 1953 i Moskva, var en sovjetisk målare, skulptör och arkitekt.

## Biografi
Tatlins far var järnvägsingenjör och modern var poet. Han började tidigt arbeta som matros på olika båtar, och från 1902 studerade han vid Moskvas skola för måleri, skulptur och arkitektur. Tatlin var en av konstruktivismens ledande företrädare och gjorde montage i olika material, mobiler och hängskulpturer. Hans skulpturer var ofta inspirerade av maskinkulturen.
Tatlin är kanske mest känd för sitt föreslagna Monument för den tredje internationalen (1919–1920; även känt som Tatlins torn), en lutande järnspiral, högre än Eiffeltornet, med tre inneslutna glaskroppar som var och en skulle rotera i olika hastigheter. Monumentet blev aldrig realiserat, men modeller finns att beskåda på flera museer, däribland Moderna museet i Stockholm.